# Ribeira de Frades
Ribeira de Frades era una freguesia portuguesa del municipio de Coímbra, distrito de Coímbra.

## Geografía
La freguesia presentaba la infrecuente peculiaridad en Portugal de albergar un pequeño enclave, el lugar de Carregais, actualmente perteneciente a la freguesia vecina de Taveiro, Ameal e Arzila.

## Historia
Fue suprimida el 28 de enero de 2013, en aplicación de una resolución de la Asamblea de la República portuguesa promulgada el 16 de enero de 2013 al unirse con la freguesia de São Martinho do Bispo, formando la nueva freguesia de São Martinho do Bispo e Ribeira de Frades.